# Azazel (ángel caído)

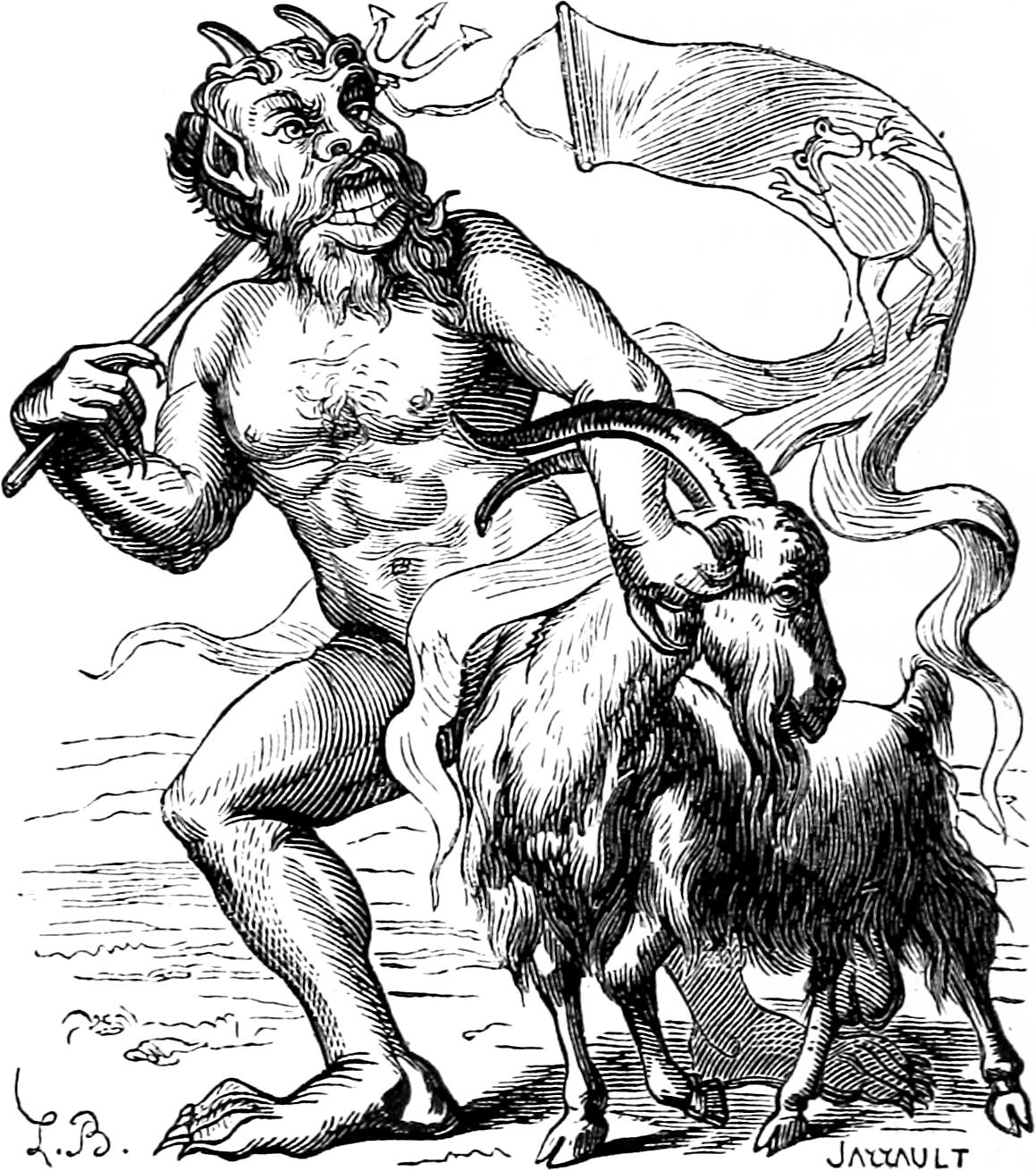
Interpretación moderna de Azazel, del Diccionario infernal de Jacques Collin de Plancy (París, 1825).

Azazel (en hebreo: עֲזָאזֵל, Azazel; en árabe: ازازيل , Azāzīl) es un término que aparece en la Biblia asociado al rito del Día de la Expiación cuando se echaban suertes sobre dos machos cabríos, uno para Yavé y el otro para Azazel. En algunas tradiciones del judaísmo y del cristianismo, es el nombre de un ángel caído. En el puesto rabínico, no es el nombre de una entidad sino que significa literalmente «El señor de los leones», vale decir, designando al nombre del macho cabrío que era enviado al desierto en el Día de la Expiación cargando los pecados de los israelitas para así purificar el Tabernáculo.
También es conocido por su aparición en el Libro de Picatrix.

## Origen del nombre
Su origen es hebreo y significa «la cabra de emisario» o «chivo expiatorio», expuesta en Levítico 16:8-10. Aparece cuatro veces en el Antiguo Testamento, todas ellas en el registro de las disposiciones reglamentarias relacionadas con el Día de Expiación anual. (Le 16:8, 10, 26.) El nombre se origina de dos palabras de raíz: aze, que significa cabra, y azel, que significa que desaparece . Otro posible origen del nombre es que sea un derivado de las palabras hebreas -az, que significa áspero y -el-, que significa poderoso[cita requerida] (hay que indicar que este sufijo se aplica a casi todos los ángeles y a buena parte de los ángeles caídos). En tal caso, sería una alusión a la montaña desde donde se despeñaban las cabras para su sacrificio[cita requerida].
Este nombre es mencionado en el libro apócrifo de Enoc, Apocalipsis de Abraham y otros en la literatura judía. En la Biblia no se suele interpretar como un espíritu maligno, sino que se le supone como la ceremonia del chivo expiatorio que consistía en enviar al chivo expiatorio para vagar en el desierto junto con otra cabra a la cual se sacrifica ante Dios. Después, el azazel se conduce hacia las afueras del desierto y se libera como prueba de que no hay más culpabilidad en la comunidad. Al llevar sobre sí los pecados del pueblo, era posible el perdón.

## En la ficción moderna

### Cine
- Azazel aparece como villano de la película Fallen de 1998 protagonizada por Denzel Washington y Donald Sutherland.
- Es uno de los villanos mutantes de la película X-Men: primera generación. Se trata de un demonio capaz de teletransportarse. También es experto en todo tipo de armas. Sin duda el personaje más acrobático y el que más juego da en las peleas cuerpo a cuerpo.
- Aparece mencionado en la saga Fallen, en la segunda entrega: Torment.
- En la película The House with a Clock in Its Walls hace aparición en «El bosque oscuro» ante Isaac Izard (interpretado por Kyle MacLachlan). Isaac se refiere a él como «Azazel, el cuarto príncipe del infierno». Azazel fue el responsable de darle los planos a Isaac para crear un reloj con la capacidad de destruir al mundo.

### Literatura
- Es mencionado en el poema El paraíso perdido del inglés John Milton, y se refiere a él como un lugarteniente de Satán.
- Nombre de un personaje en la serie de historias cortas del mismo nombre escritas por Isaac Asimov. En ellas era un ser pequeño sobrenatural que se entrometía en los asuntos de los seres humanos.
- También aparece como un personaje de historieta de la compañía DC Comics en la serie The Sandman, escrita por Neil Gaiman. Recientemente, un personaje con esta descripción es mostrado en el universo de Marvel Comics como el padre de Nightcrawler, uno de los X-Men.
- Es mencionado en el libro Dos velas para el diablo de Laura Gallego García como la primera diablesa que concibió con un ángel, un hijo humano, creando esta especie.
- Aparece mencionado en el libro Ahorcado de Daniel Cole, se le atribuye como un ángel caído con distintos nombres y que es el encargado de los asesinatos.
- Es mencionado en el libro de Anne Rice Memnoch el diablo, donde es atribuido a uno de los tantos nombres del personaje.

### Series de televisión y anime
- Antagonista de la primera y segunda temporada de la serie Sobrenatural.
- Es el nombre original del «Demonio de Ojos Amarillos», principal villano de la serie Supernatural (Sobrenatural) del Canal Warner. En ella, busca armar un ejército para tomar la tierra por asalto y buscar al mejor soldado para ser el recipiente de Lucifer, al morir su papel se hace recurrente en varios espóileres de las siguientes temporadas.
- Aparece en la serie británica de televisión Hex interpretado por Michael Fassbender.
- Es un personaje en la serie de género tokusatsu de origen indonesio BIMA Satria Garuda X (2014). El hermano del protagonista héroe, Reza Bramasakti, secuestrado en su niñez y educado por el maligno VUDO, se escapa y consigue la habilidad de convertirse en BIMA Azazel, ayudando en el futuro a su hermano Ray (BIMA X) contra las fuerzas del mal.
- Es el demonio principal del anime Yondemasu Yo, Azazel-san, donde toma la forma de un extraño peluche con forma de sátiro con cara de león. Su poder es el de controlar la lujuria.
- Aparece en la miniserie de ABC Fallen, interpretado por Hal Ozsan.
- Se le menciona en la serie American Horror Story: Coven, cuando Madison y Zoe le juran obediencia y devoción hasta que la muerte santifique «la unión profana», con el fin de revivir a Kyle, quien murió en un accidente de tránsito. Zoe responde diciendo: «¿Desposamos al diablo? Púes no estoy segura que quiero hacer eso, Madison».
- Azazel es el guardián de Katerine Mcdonald formado por miles de espíritus en el anime Kaze no Stigma.
- Es el líder de los ángeles Caídos en la serie de novelas ligeras y anime de High School DxD, además conoce el amplio mundo de las armas del mismo.
- Es un personaje del anime y manga Shingeki no Bahamut.
- Aparece en el anime Tensei Shitara Slime Datta Ken como el nombre de un skill del personaje llamado "Diablo".
- Es parte del manga y anime Sonic Gon Adventure como un seguidor del jefe de arco Binding.
- Puede encontrarse mencionado en el manga Shaman King como uno de los ángeles más poderosos de los soldados X.
- Se le menciona en el capítulo 13 de Ejército de sombras (dándole cuerdas a los recuerdos ajenos) de Lucio Rosenkreutz.
- Azazel es el principal villano en «Die Hand die Verletzt», capítulo 14 de la segunda temporada de los X-Files, tomando la forma de una maestra y asesinando gente obligándolas a suicidarse;
- Azazel es mencionado en «Cazadores de Sombras», el capítulo 9 de la primera saga The Mortal Instruments, en el libro número 5 Ciudad de las almas perdidas. Aparece físicamente en el capítulo 11 de la segunda temporada, con forma humana, en busca de la Copa mortal.
- Azazel hace su aparición en los minutos finales de la primera temporada de The Sandman y sostiene una conversación con Lúcifer.
- Se le hace referencia por medio de los personajes Ameri Azazel y Henri Azazel del manga y anime Mairimashita! Iruma-kun
- Es un villano en el episodio número 7 del anime "Mayonaka no Occult Koumin" donde secuestra a chicas para reconstruir a su difunta pareja humana

### Música
- Es mencionado en la canción «Adiós amor» de la ópera metal Edgar Allan Poe. Legado de una tragedia, creado por Joaquín Padilla, e interpretado por Patricia Tapia y Leo Jiménez.
- Aparece también en la canción «Legions of Azazel» de la banda de death metal méxico-estadounidense He Burned As Athena.
- Es mencionado en la canción «The Fallen Angel» de la banda de heavy metal británico Iron Maiden, en el disco Brave New World.
- Es mencionado en la canción «Brainstorm» de la banda de death metal estadounidense Morbid Angel, en el disco Blessed Are The Sick.
- Se encuentra mencionado en la canción «Sons Of The Jackal» de la banda de death/thrash metal Legion Of The Damned, en el disco Sons Of The Jackal.
- Aparece también mencionado en la canción «Mark of Cain» de la banda de metal sinfónico Therion, en el disco Crowning of Atlantis. En la letra se puede leer: «Ride your horse into the desert of Set | And meet him, your master Azazel». Al igual que también en la letra de la canción «Melek Taus».
- Azazel es mencionado en la canción «Mouth of Empty Praise» de la banda de death metal Bloodbath, en el disco Unblessing The Purity.
- Es el nombre de una banda finlandesa de black metal formada en 1992.
- Se le menciona en la canción «Blood of Angels» del disco homónimo que el grupo estadounidense Nox Arcana publicó junto con la cantante gótica Michelle Belanger.
- El grupo de death metal melódico The Black Dahlia Murder dedica su canción «Goat of Departure» a Azazel.
- Es mencionado en la canción «Fallen Angel’s Dominion» de la banda alemana de melodic black death Thulcandra, cuyo álbum tiene el mismo nombre.
- Se le menciona en la canción «Ora Pro Nobis Lucifer» de la banda polaca Behemoth, cuyo álbum se llama The Satanist.
- El grupo de metal industrial The Electric Hellfire Club dedica su canción «Hymn to the Fallen: Conjuration (Song of Azazel)» a Azazel.

### Videojuegos
- Azazel es el nombre del personaje de la saga de videojuegos Tekken, del género de lucha; que representa al ángel caído (vigilante) aprisionado en el desierto, inspirado en el relato del libro de Enoc . Debuta en Tekken 6 lanzado para recreativas a finales de 2007 y para PS3, Xbox 360 y PSP en 2009.
- Es uno de los gnosis más fuertes en el videojuego Xenosaga episode I y II.
- Aparece en el videojuego The Binding of Isaac: Rebirth como personaje elegible con apariencia de demonio.
- Es un ángel en el videojuego Helltaker  lanzado en Steam el 11 de mayo del 2020
- Aparece en el videojuego Devour como el demonio al que Anna y los demás personaje rinden culto.
- Es el jefe final del videojuego Infernax, con un aspecto muy similar al de Baphomet.